# Carne de ternera

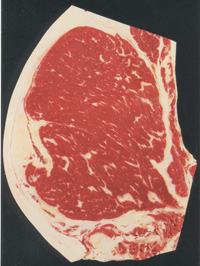
Filete de ternera.

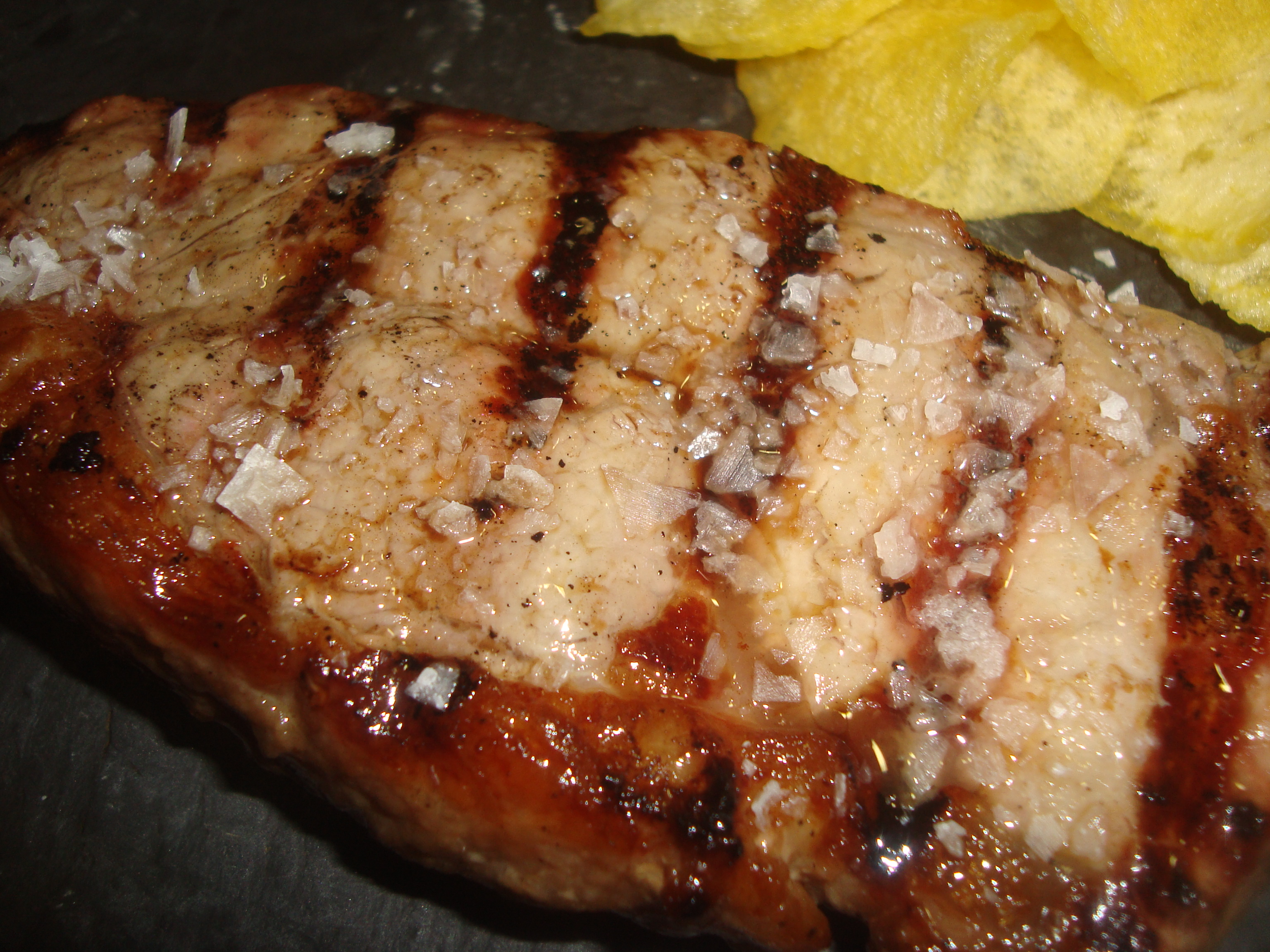
Entrecot de ternera a la parrilla sazonado con escamas de sal.

La carne de ternera es la carne de los bovinos que se han criado por lo menos seis meses de edad hasta el momento del sacrificio. Estas reses pesan 157 kg de promedio.La industria cárnica es la encargada de procesar los subproductos de la carne de ternera. 
Es considerado uno de los alimentos con más cantidad de Zinc con un 7'2 mg por cada 100 gramos.  

## Características
Se suele considerar a veces como carne roja debido a su color rojizo y por la cantidad de mioglobina en ella.

## Definiciones y tipos
Existen varios tipos de carne de ternera y la terminología varía de un país a otro.

### Ternera bob
Los terneros se sacrifican a las 2 horas o a los 2-3 días de vida (máximo 1 mes), con canales que pesan entre 9 y 27 kilogramos.

### Ternera alimentada artificialmente ("Leche", "Especial" o "Blanca")
Los terneros se crían con leche maternizada enriquecida y alimentos sólidos. La mayor parte de la carne de ternera producida en Estados Unidos procede de terneros alimentados con leche.

### Carne de ternera no formada ("roja" o "de grano")
Terneros criados con grano, heno u otro alimento sólido además de la leche. La carne es de color más oscuro y puede presentar marmoleo y engrasamiento adicionales.

### Ternera joven (en Europa; "pink veal" en el Reino Unido)
Terneros criados en granjas en colaboración con el programa de la Sociedad Británica para la Prevención de la Crueldad contra los Animales.